# 博格奇托 (阿拉巴馬州)
博格奇托（英語：Bogue Chitto）是一個位於美國阿拉巴馬州達拉斯縣的非建制地區。該地的面積和人口皆未知。

## 地理
博格奇托的座標為32°21′58″N 87°18′14″W / 32.366°N 87.304°W，而該地最高點為海拔高度46米（即151英尺）。